# 피플웨어
피플웨어(peopleware)는 하드웨어, 소프트웨어 외에 컴퓨터 기술의 3가지 핵심적인 면 중 하나를 가리키는 용어이다. 피플웨어는 컴퓨터 소프트웨어와 하드웨어 시스템의 개발 및 사용 면에서 사람의 역할과 관련된 모든 것에 해당할 수 있으며 여기에는 개발자 생산성, 팀워크, 그룹 다이내믹스, 프로그래밍 심리학, 프로젝트 관리, 조직 요인, 인간 인터페이스 디자인, 인간-기계 상호작용 등의 문제를 포함한다.